# Dodogaster grangeri
Dodogaster grangeri (лат.) — вид мелких паразитических наездников, единственный в составе монотипического рода Dodogaster из подсемейства Microgastrinae (Braconidae). Остров Реюньон (Афротропика).

## Описание
Мелкие бракониды, длина тела около 3 мм (тело 2,6 мм; усики 2,7 мм; передние крылья от 3,1 до 3,5 мм), брюшко и ноги жёлтые, остальное тело — темно-коричневое. От близких родов отличается отчётливой ареолой на проподеуме.

## Систематика
Вид был впервые описан в 2013 году южно-африканским гименоптерологом Паскалем Руссе (Pascal Rousse, Iziko South African Museum, Natural History Department, Кейптаун, ЮАР) по материалам из Реюньона. Видовое название D. grangeri дано в честь французского энтомолога Чарльза Гранжера (Charles Granger, MNHN, Париж), исследователя браконид Мадагаскара и автора монументального труда по этой группе (Granger C. 1949. Braconides de Madagascar). Родовое название Dodogaster происходит от имени вымершей птицы додо.